# Bakali járás
A Bakali járás (oroszul Бакалинский район, baskír nyelven Баҡалы районы) Oroszország egyik járása a Baskír Köztársaságban. Székhelye Bakali falu.

## Népesség
- 1970-ben 47 394 lakosa volt, melyből 25 709 tatár (54,3%), 5 925 baskír (12,5%), .
- 1989-ben 32 286 lakosa volt, melyből 20 093 tatár (62,2%), 2 716 baskír (8,4%), .
- 2002-ben 32 327 lakosa volt, melyből 16 710 tatár (51,69%), 6 889 orosz (21,31%), 6 276 baskír (19,41%), 1 049 csuvas, 928 mari.
- 2010-ben 28 776 lakosa volt, melyből 15 360 tatár (53,4%), 6 400 orosz (22,3%), 4 964 baskír (17,3%), 865 csuvas, 769 mari, 131 mordvin, 65 ukrán, 11 fehérorosz, 9 udmurt.

| Lakosok száma | 32 400 | 32 327 | 31 961 | 28 776 | 28 224 | 27 811 | 27 609 | 26 772 | 26 496 | 25 682 |
|               | 1989   | 2002   | 2008   | 2010   | 2012   | 2013   | 2014   | 2016   | 2017   | 2021   |